# Décès en 1056
Décès
- 1052
- 1053
- 1054
- 1055
- 1056
- 1057
- 1058
- 1059
- 1060

Cette page dresse une liste de personnalités mortes au cours de l'année 1056 :

## Date connue
- 10 février : Æthelstan, évêque de Hereford[1].
- 16 juin : Leofgar, évêque de Hereford, tué en affrontant les Gallois[1].
- 30 août : Théodora, impératrice byzantine.
- 31 août : Odda de Deerhurst, comte anglais[2].
- 5 octobre : Henri III, duc de Bavière, roi des Romains puis empereur des Romains.

## Date inconnue
- Anund Emundsson, prince royal de Suède.
- Yahya ben Omar, chef berbère d’origine de la tribu Lemtuna (tribu membre de la confédération berbère des Sanhadja).

## Crédit d'auteurs
- Cet article est partiellement ou en totalité issu de l'article intitulé « 1056 » (voir la liste des auteurs).